# Джон Колдвелл Келгун
Джон Колдвелл Келгун (також Келгоун або Келгаун; англ. John Caldwell Calhoun; 18 березня 1782—31 березня 1850) — один з найвпливовіших політиків у історії США, головний ідеолог рабовласницької політики південних штатів і лобіст їхніх інтересів у федеральному уряді. Перший віцепрезидент США, що народився після проголошення незалежності, і один з двох (другий — Спіро Агню), що пішли у відставку. Його ідеї використовували для обґрунтовування сецесії південних штатів та створення КША.

## Кар'єра
Представник Демократичної партії. У 1810-17 рр. представляв Південну Кароліну в Палаті представників, при Джеймсі Монро служив військовим міністром (1817—1824). В адміністрації Джона Квінсі Адамса (1825—1829) був віце-президентом. При Ендрю Джексоні зберігав цю посаду до 1832 р.
Розійшовшись у поглядах на ключові питання з Джексоном, добровільно пішов у відставку, щоб мати можливість обратися в Сенат, де утворив «великий тріумвірат» з Генрі Клеєм і Даніелем Вебстером. В адміністрації Джона Тайлера обіймав посаду держсекретаря (1844—1845).

## Погляди
Келгун виступав послідовним захисником інтересів південних плантаторів від зазіхань півничан. Він заперечував можливість обмеження рабства на території окремих штатів, оскільки кожен американець має право перевозити власність зі штату в штат.
У 1832 р. підтримав доктрину «нуліфікації», згідно з якою штат має право призупинити дію на своїй території будь-якого федерального закону, що суперечить Конституції США.
Келгун залишився в історії як теоретик рабства, під яке підводив солідне юридичне обґрунтування. Виступав проти централізації державної влади. У разі нехтування інтересами окремих штатів з боку федерального уряду визнавав можливість їхньої сецесії.

## Книга «Дослідження про уряд» (1851)
«Дослідження про уряд» (англ. A Disquisition on Government) — політичний трактат, опублікований посмертно в 1851 році. Написана у відповідь на те, що Калхун бачив як дедалі більше підкорення Півдня Сполучених Штатів більш густонаселеною Північчю Сполучених Штатів, особливо з погляду просування Північним законодавством про тарифи та протидії рабству, 100-сторінкове «Дослідження» пропагує ідею одночасної більшості, щоб захистити те, що він вважав інтересами Півдня. «Дослідження» та інші подібні до нього твори південних пожирачів вогню посилили відчуття роздільності на Півдні та зрештою призвели до сецесії та Громадянської війни в США.